# Cerodontha gibbardi
Cerodontha gibbardi este o specie de muște din genul Cerodontha, familia Agromyzidae, descrisă de Spencer în anul 1969. Conform Catalogue of Life specia Cerodontha gibbardi nu are subspecii cunoscute.